# Hamdou Elhouni
Hamdou Mohamed Elhouni (Tripoli, 12 febbraio 1994) è un calciatore libico, attaccante dell'Al-Ahly Tripoli e della nazionale libica.

## Statistiche

### Cronologia presenze e reti in nazionale
Aggiornato al 17 giugno 2023

| Cronologia completa delle presenze e delle reti in nazionale ― Libia | Cronologia completa delle presenze e delle reti in nazionale ― Libia | Cronologia completa delle presenze e delle reti in nazionale ― Libia | Cronologia completa delle presenze e delle reti in nazionale ― Libia | Cronologia completa delle presenze e delle reti in nazionale ― Libia | Cronologia completa delle presenze e delle reti in nazionale ― Libia | Cronologia completa delle presenze e delle reti in nazionale ― Libia | Cronologia completa delle presenze e delle reti in nazionale ― Libia |
| Data                                                                 | Città                                                                | In casa                                                              | Risultato                                                            | Ospiti                                                               | Competizione                                                         | Reti                                                                 | Note                                                                 |
| -------------------------------------------------------------------- | -------------------------------------------------------------------- | -------------------------------------------------------------------- | -------------------------------------------------------------------- | -------------------------------------------------------------------- | -------------------------------------------------------------------- | -------------------------------------------------------------------- | -------------------------------------------------------------------- |
| 18-5-2014                                                            | Tunisi                                                               | Libia                                                                | 0 – 0                                                                | Ruanda                                                               | Qual. Coppa d'Africa 2015                                            | -                                                                    | 85’                                                                  |
| 30-5-2014                                                            | Kigali                                                               | Ruanda                                                               | 3 – 0                                                                | Libia                                                                | Qual. Coppa d'Africa 2015                                            | -                                                                    |                                                                      |
| 7-9-2014                                                             | Marrakech                                                            | Marocco                                                              | 3 – 0                                                                | Libia                                                                | Amichevole                                                           | -                                                                    | 45’                                                                  |
| 12-6-2015                                                            | Agadir                                                               | Marocco                                                              | 1 – 0                                                                | Libia                                                                | Qual. Coppa d'Africa 2017                                            | -                                                                    | 80’                                                                  |
| 6-9-2015                                                             | Il Cairo                                                             | Libia                                                                | 1 – 2                                                                | Capo Verde                                                           | Qual. Coppa d'Africa 2017                                            | -                                                                    |                                                                      |
| 13-11-2015                                                           | Sousse                                                               | Libia                                                                | 1 – 0                                                                | Ruanda                                                               | Qual. Mondiali 2018                                                  | -                                                                    |                                                                      |
| 23-3-2016                                                            | São Tomé                                                             | São Tomé e Príncipe                                                  | 2 – 1                                                                | Libia                                                                | Qual. Coppa d'Africa 2017                                            | -                                                                    |                                                                      |
| 28-3-2016                                                            | Il Cairo                                                             | Libia                                                                | 4 – 0                                                                | São Tomé e Príncipe                                                  | Qual. Coppa d'Africa 2017                                            | -                                                                    |                                                                      |
| 3-6-2016                                                             | Tunisi                                                               | Libia                                                                | 1 – 1                                                                | Marocco                                                              | Qual. Coppa d'Africa 2017                                            | -                                                                    |                                                                      |
| 8-10-2016                                                            | Kinshasa                                                             | RD del Congo                                                         | 4 – 0                                                                | Libia                                                                | Qual. Mondiali 2018                                                  | -                                                                    |                                                                      |
| 11-10-2016                                                           | Algeri                                                               | Libia                                                                | 0 – 1                                                                | Tunisia                                                              | Qual. Mondiali 2018                                                  | -                                                                    |                                                                      |
| 9-6-2017                                                             | Il Cairo                                                             | Libia                                                                | 5 – 1                                                                | Seychelles                                                           | Qual. Coppa d'Africa 2019                                            | 1                                                                    |                                                                      |
| 4-9-2017                                                             | Monastir                                                             | Libia                                                                | 1 – 0                                                                | Guinea                                                               | Qual. Mondiali 2018                                                  | 1                                                                    | 57’                                                                  |
| 7-10-2017                                                            | Monastir                                                             | Libia                                                                | 1 – 2                                                                | RD del Congo                                                         | Qual. Mondiali 2018                                                  | -                                                                    |                                                                      |
| 11-11-2017                                                           | Tunisi                                                               | Tunisia                                                              | 0 – 0                                                                | Libia                                                                | Qual. Mondiali 2018                                                  | -                                                                    |                                                                      |
| 8-9-2018                                                             | Durban                                                               | Sudafrica                                                            | 0 – 0                                                                | Libia                                                                | Qual. Coppa d'Africa 2019                                            | -                                                                    |                                                                      |
| 17-11-2018                                                           | Roche Caiman                                                         | Seychelles                                                           | 1 – 8                                                                | Libia                                                                | Qual. Coppa d'Africa 2019                                            | 1                                                                    |                                                                      |
| 24-3-2019                                                            | Sfax                                                                 | Libia                                                                | 1 – 2                                                                | Sudafrica                                                            | Qual. Coppa d'Africa 2019                                            | -                                                                    | 32’                                                                  |
| 4-9-2019                                                             | Ouagadougou                                                          | Burkina Faso                                                         | 1 – 0                                                                | Libia                                                                | Amichevole                                                           | -                                                                    |                                                                      |
| 7-9-2019                                                             | Berrechid                                                            | Libia                                                                | 2 – 0                                                                | Niger                                                                | Amichevole                                                           | -                                                                    | 45’                                                                  |
| 11-10-2019                                                           | Oujda                                                                | Marocco                                                              | 1 – 1                                                                | Libia                                                                | Amichevole                                                           | -                                                                    | 76’                                                                  |
| 15-11-2019                                                           | Tunisi                                                               | Tunisia                                                              | 4 – 1                                                                | Libia                                                                | Qual. Coppa d'Africa 2021                                            | 1                                                                    |                                                                      |
| 19-11-2019                                                           | Monastir                                                             | Libia                                                                | 2 – 1                                                                | Tanzania                                                             | Qual. Coppa d'Africa 2021                                            | -                                                                    | 84’, 87’                                                             |
| 15-11-2020                                                           | Bata                                                                 | Guinea Equatoriale                                                   | 1 – 0                                                                | Libia                                                                | Qual. Coppa d'Africa 2021                                            | -                                                                    |                                                                      |
| 25-3-2021                                                            | Bengasi                                                              | Libia                                                                | 2 – 5                                                                | Tunisia                                                              | Qual. Coppa d'Africa 2021                                            | -                                                                    |                                                                      |
| 1-9-2021                                                             | Bengasi                                                              | Libia                                                                | 2 – 1                                                                | Gabon                                                                | Qual. Mondiali 2022                                                  | -                                                                    | 64’                                                                  |
| 7-9-2021                                                             | Benguela                                                             | Angola                                                               | 0 – 1                                                                | Libia                                                                | Qual. Mondiali 2022                                                  | -                                                                    | 61’                                                                  |
| 8-10-2021                                                            | Alessandria d'Egitto                                                 | Egitto                                                               | 1 – 0                                                                | Libia                                                                | Qual. Mondiali 2022                                                  | -                                                                    | 59’                                                                  |
| 11-10-2021                                                           | Bengasi                                                              | Libia                                                                | 0 – 3                                                                | Egitto                                                               | Qual. Mondiali 2022                                                  | -                                                                    | 67’                                                                  |
| 12-11-2021                                                           | Libreville                                                           | Gabon                                                                | 1 – 0                                                                | Libia                                                                | Qual. Mondiali 2022                                                  | -                                                                    |                                                                      |
| 16-11-2021                                                           | Bengasi                                                              | Libia                                                                | 1 – 1                                                                | Angola                                                               | Qual. Mondiali 2022                                                  | -                                                                    | 54’                                                                  |
| 29-1-2022                                                            | Al Kuwait                                                            | Kuwait                                                               | 2 – 0                                                                | Libia                                                                | Amichevole                                                           | -                                                                    |                                                                      |
| 1-2-2022                                                             | Al Kuwait                                                            | Kuwait                                                               | 0 – 2                                                                | Libia                                                                | Amichevole                                                           | -                                                                    | 90’                                                                  |
| 1-6-2022                                                             | Bengasi                                                              | Libia                                                                | 1 – 0                                                                | Botswana                                                             | Qual. Coppa d'Africa 2023                                            | -                                                                    |                                                                      |
| 6-6-2022                                                             | Malabo                                                               | Guinea Equatoriale                                                   | 2 – 0                                                                | Libia                                                                | Qual. Coppa d'Africa 2023                                            | -                                                                    |                                                                      |
| 24-3-2023                                                            | Tunisi                                                               | Tunisia                                                              | 3 – 0                                                                | Libia                                                                | Qual. Coppa d'Africa 2023                                            | -                                                                    |                                                                      |
| 28-3-2023                                                            | Bengasi                                                              | Libia                                                                | 0 – 1                                                                | Tunisia                                                              | Qual. Coppa d'Africa 2023                                            | -                                                                    |                                                                      |
| 17-6-2023                                                            | Francistown                                                          | Botswana                                                             | 1 – 0                                                                | Libia                                                                | Qual. Coppa d'Africa 2023                                            | -                                                                    |                                                                      |
| Totale                                                               |                                                                      | Presenze                                                             | 38                                                                   |                                                                      | Reti                                                                 | 4                                                                    |                                                                      |

## Palmarès

### Club

#### Competizioni nazionali
- Coppa del Portogallo: 1

Desp. Aves: 2017-2018
- Campionato tunisino: 2

Espérance: 2019-2020, 2020-2021

### Individuale
- Capocannoniere della Coppa del mondo per club FIFA: 1

2019 (3 gol, a pari merito con Baghdad Bounedjah)